# Jia Rui
Jia Rui (Kaifeng, 18 de fevereiro de 1987) é um ex-atleta de wushu e atual treinador de artes marciais chinesas de Macau. Ele foi um campeão mundial sete vezes. Ganhou a primeira medalha de ouro para Macau nos Jogos Asiáticos.

## Biografia
Jia começou a praticar as artes marciais chinesas aos cinco anos de idade e estudou na Escola de Desportos de Combate e Artes Marciais de Kaifeng. Em 2003, realizou um intercâmbio aos dezassete anos em Macau através do Centro Nacional de Gestão de Wushu e da Associação General de Wushu de Macau, para representar a região administrativa especial da República Popular da China nas competições de artes marciais, licenciando-se em educação física no Instituto Politécnico de Macau. Sua primeira competição foi os Campeonatos Asiáticos de Wushu de 2004 donde ganhou uma medalha de bronze em duilian.
Um ano depois, Jia competiu nos Campeonatos Mundiais de Wushu de 2005 e ganhou uma medalha de prata em daoshu e uma medalha de bronze em gunshu. O mesmo ano, ganhou três medalhas de cada cor nos Jogos da Ásia Oriental de 2005.  Com essas vitórias, foi agraciado com o Título Honorífico de Valor.
Um ano depois, Jia competiu nos Jogos Asiáticos de 2006 e ganhou a medalha de prata em changquan masculino. Nos Campeonatos Mundiais de Wushu de 2007, ganhou uma medalha de ouro em gunshu e uma medalha de prata em daoshu. Essas essas vitórias o qualificaram para o Torneio de wushu nos Jogos Olímpicos de Verão de 2008 donde ganhou a medalha de prata em daoshu e gunshu masculino. O mesmo ano, também ganhou três medalhas nos Campeonatos Asiáticos de Wushu que aconteceu em Macau.
Em 2009, Jia foi um medalhista tripla nos Campeonatos Mundiais de Wushu de 2009 e foi o campeão mundial em daoshu. Também ganhou dois medalhas nos Jogos da Ásia Oriental de 2009. Em 2010, Jia Rui alcançou uma vitória histórica ao ganhar a medalha de ouro em daoshu e gunshu masculino nos Jogos Asiáticos de 2010. Também ganhou um medalha de prata nos 2010 Jogos Mundiais de Combate. De novo em 2011, foi um medalhista tripla nos Campeonatos Mundiais de Wushu mas desta vez foi o campeão mundial em gunshu. Em 2012, Jia ganhou dois medalhas nos Campeonatos Asiáticos de Wushu. Um anos depois, Jia foi o campeão mundial em gunshu nos Campeonatos Mundiais de Wushu de 2013 e também ganhou três medalhas nos Jogos da Ásia Oriental de 2013. Sua última competição foi os Jogos Asiáticos de 2014.

## Prêmios
- Título Honorífico de Valor (2005)[8]
- Medalha de Mérito Desportivo (2007)[23]
- Medalha de Honra Lótus de Prata (2013)[24]
- Eleição dos Atletas Excecionais de Macau: Prémio Honorário a Atleta (2007, 2009, 2011, 2013)[25][26][27][28]